# Верлюс
Верлю́с (фр. Verlus) — коммуна во Франции, находится в регионе Юг — Пиренеи. Департамент — Жер. Входит в состав кантона Рискль. Округ коммуны — Миранд.
Код INSEE коммуны — 32461.

## География

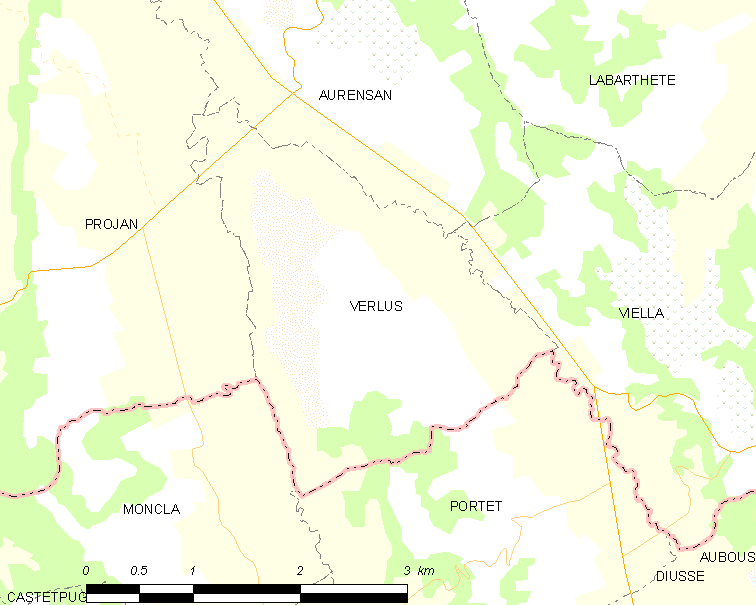
Карта коммуны

Коммуна расположена приблизительно в 620 км к югу от Парижа, в 135 км западнее Тулузы, в 65 км к западу от Оша.
По территории коммуны протекают реки Леес и Ларсис.

## Климат
Климат умеренно-океанический. Лето жаркое и немного дождливое, температура часто превышает 35 °С. Зимой часто бывает отрицательная температура и ночные заморозки. Годовое количество осадков — 700—900 мм.

## Население
Население коммуны на 2010 год составляло 98 человек.
| 1962 | 1968 | 1975 | 1982 | 1990 | 1999 | 2010 |
| ---- | ---- | ---- | ---- | ---- | ---- | ---- |
| 120  | 103  | 80   | 75   | 90   | 97   | 98   |

## Администрация
| Период | Период | Фамилия            | Партия        | Примечания |
| ------ | ------ | ------------------ | ------------- | ---------- |
| 2001   | 2020   | Жан-Батист Манвиль | Разные правые |            |

## Экономика
В 2010 году среди 62 человек трудоспособного возраста (15-64 лет) 50 были экономически активными, 12 — неактивными (показатель активности — 80,6 %, в 1999 году было 77,2 %). Из 50 активных жителей работали 47 человек (25 мужчин и 22 женщины), безработных было 3 (1 мужчина и 2 женщины). Среди 12 неактивных 4 человека были учениками или студентами, 5 — пенсионерами, 3 были неактивными по другим причинам.

## Достопримечательности
- Церковь Св. Иосифа (XVII век)